# Kriminalstatistik i Sverige

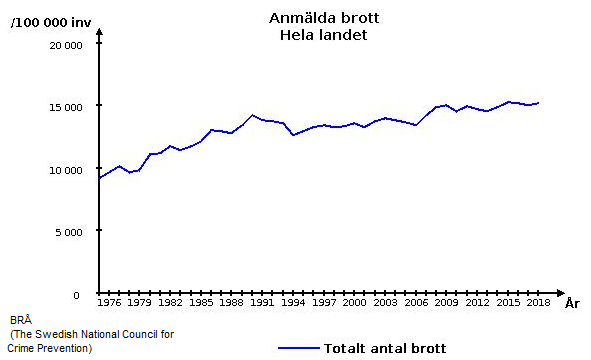
Totalt antal anmälda brott per 100 000 personer och år i Sverige 1975–2018. Källa: BRÅ

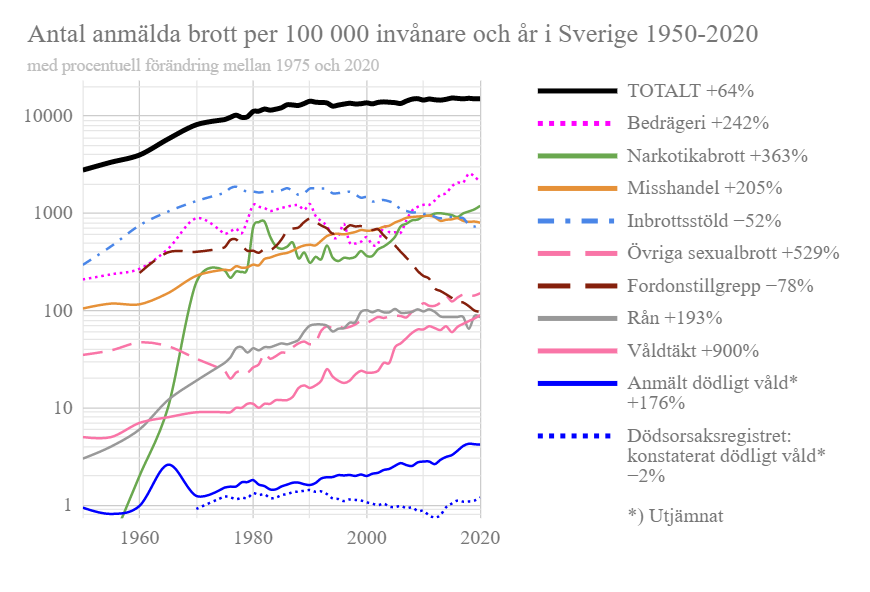
Anmälda brott per 100 000 invånare och år i Sverige 1950–2018, för några brottskategorier samt totalt. Listan är sorterad efter anmälningsfrekvensen 2018, och indikerar procentuell ändring sedan 1975. Logaritmisk vertikal axel. Datakälla: BRÅ.

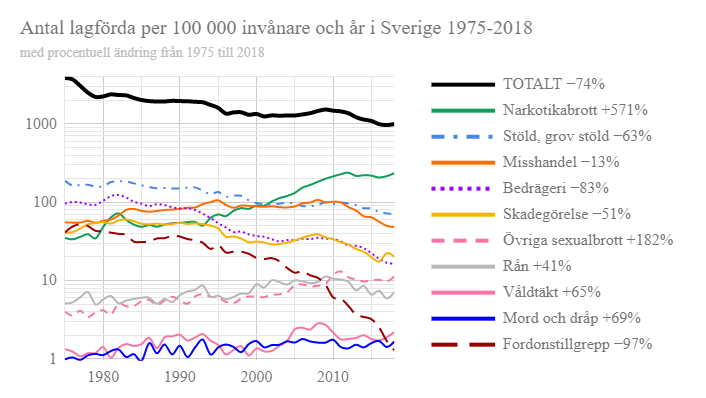
Lagförda per 100 000 invånare och år i Sverige 1975–2018, för några typer av huvudbrott samt totalt. Listan är sorterad efter frekvensen 2018, och visar procentuell ändring sedan 1975. Logaritmisk vertikal axel. Datakällor: BRÅ, SCB.

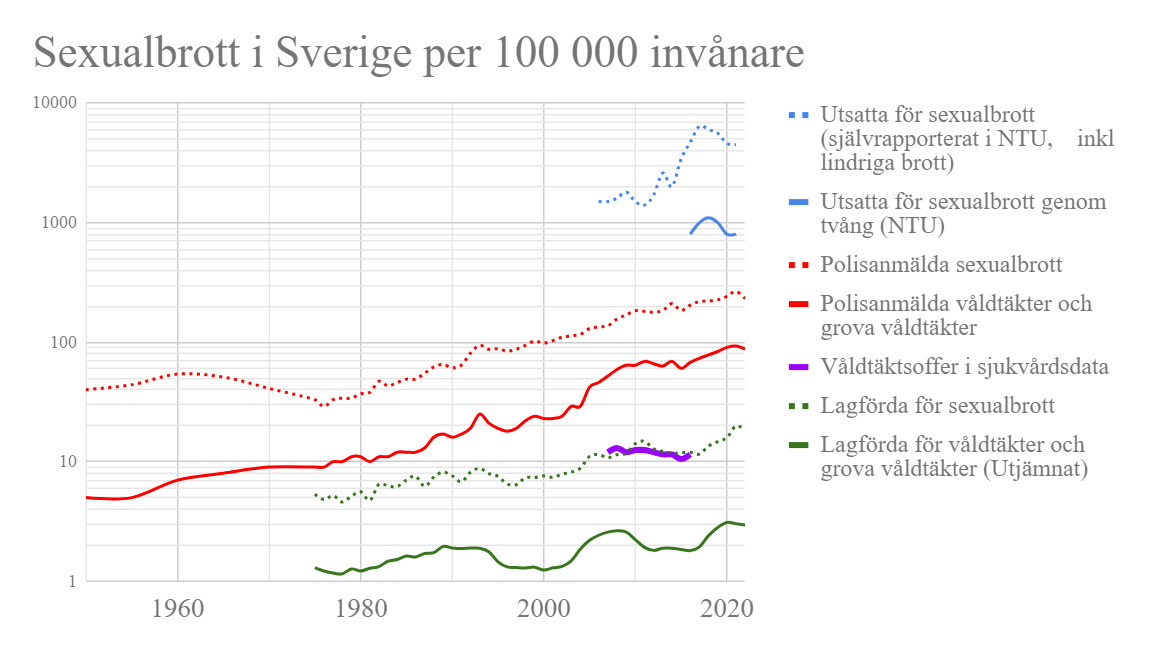
Sexualbrott i Sverige per 100 000 invånare över tid. Logaritmisk vertikal skala. Datakällor: BRÅ, SCB.

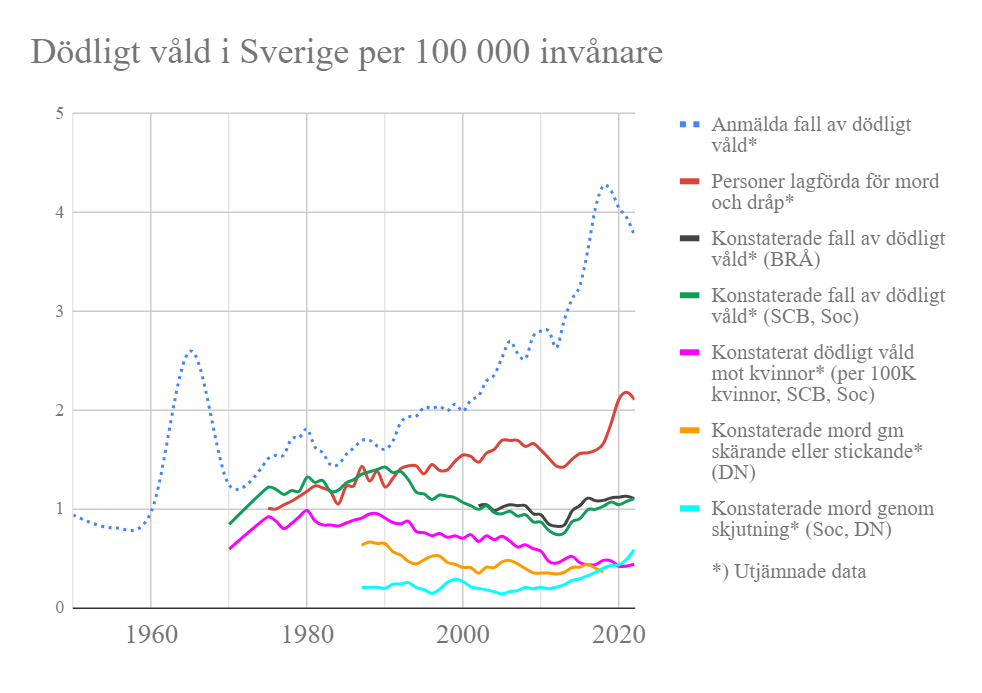
Mord och dråp i Sverige per 100 000 invånare över tid. Datakällor: BRÅ, SCB, Socialstyrelsens dödsorsaksregister via DN.
-) Utjämnat genom löpande medelvärden över tre år.

Kriminalstatistiken i Sverige är ett samlingsbegrepp för brottsstatistik, lagföringsstatistik, kriminalvårdsstatistik och återfallsstatistik, och beskriver den brottslighet i Sverige som kommer till myndigheternas kännedom. Den statliga myndigheten Brottsförebyggande rådet (Brå) ansvarar för den svenska officiella kriminalstatistiken sedan 1994 då myndigheten övertog ansvaret från Statistiska centralbyrån (SCB).

## Att läsa statistiken
I den officiella kriminalstatistiken framgår endast de brott som på ett eller annat sätt kommit till polisens kännedom. Det finns ett stort mörkertal i statistiken då många brott aldrig anmäls. Därför är det viktigt att när man läser statistiken att detta görs på rätt sätt, för att kunna göra detta krävs kunskap om hur statistiken är uppbyggd . I den officiella kriminalstatistiken som Brå lägger fram görs inga analyser eller förklaringar på vilka faktorer som kan ha påverkat den utveckling som presenteras. För att få sådana analyser får man vända sig till Brå:s rapporter om Brottsutvecklingen i Sverige.
Vid jämförelser av brottsstatistiken mellan länder gällande brottslighetens omfattning skall det göras med försiktighet. Kriminalstatistiken återspeglar inte bara nivåer på brottsligheten, utan speglar även rättsliga och statistiska förhållanden samt benägenheten att anmäla och registrera brott. Detta varierar från land till land eftersom det inte finns någon internationell standard för statistikens produktion eller presentation, vilket försvårar internationella jämförelser.

## Brottsstatistik
Brottsstatistiken utgår ifrån de brott som blir anmälda till eller är kända för polisen. Den omfattar statistik över anmälda brott,  konstaterade fall av anmält dödligt våld ,  handlagda brott (tidigare  uppklarade brott) , misstänkta personer och handlagda brottsmisstankar (tidigare  brottsdeltaganden) .

### Anmälda brott
I statistiken över anmälda brott redovisas det totala antalet brott som anmälts till polis, tull eller åklagare i Sverige. Det innebär att även de anmälda brott som efter utredning visar sig inte vara brott finns med i redovisningen. Detta är särskilt viktigt att tänka på vid internationella jämförelser, eftersom många andra länder har en snävare definition av begreppet anmälda brott.

#### Anmälningsbenägenhet
När statistiken över anmälda brott skall tolkas är anmälningsbenägenheten en viktig faktor att beakta, eftersom den är olika stor för olika typer av brott. Till exempel är anmälningsbenägenheten hög för brott som kräver att en anmälan till polisen görs för att ersättning från försäkring skall falla ut. Tvärtemot gäller för brott (exempelvis sexualbrott) där offer och gärningsman känner varandra. Statistiken över anmälda brott är således användbar när man vill studera förändring över tid, men behöver inte ge information om den faktiska brottsnivån på grund av mörkertalet.
.

### Handlagda brott (fr. o. m. 2014)
Från och med helåret redovisas officiell statistik över Handlagda brott. Den utgör en revidering av statistiken över Uppklarade brott och ersätter därmed denna. Statistikens ändamål är dock oförändrat och avser liksom tidigare att ge en översiktlig bild av de brottsutredande myndigheternas handläggning av brott samt hur handläggningen fördelas efter de verksamhetsbeslut som fattats på brotten och hur handläggningen ser ut för olika brottstyper. Statistiken redovisas efter rvå övergripande indelningar. Dels efter om utredning har bedrivits för brotten eller om brotten har direktavskrivits, dels efter om minst en skäligen misstänkt person har varit registrerad för brotten eller ej. Vidare redovisas brotten efter typ av beslut; personuppklarade brott, förundersökningsbegränsade brott och övriga handlagda brott. Utöver det redovisas två beräknade mått; lagföringsprocent och personuppklaringsprocent.Uppgifterna ges per helår och halvår. Statistiken redovisas för hela landet och indelat efter den region där brotten har handlagts.
Det främsta syftet med revideringen har varit att höja statistikens relevans och förbättra tillförlitligheten i statistikens indelningar och mått.  Revideringen innebär att statistiken från och med redovisningsåret 2014 omfattar samtliga anmälda brott där ett beslut har fattats under året, istället för som tidigare ett urval av de beslutade brotten.  Tidigare redovisades endast ett urval av dessa brott, så kallade uppklarade brott, vilket bland annat innebar att direktavskrivna brott inte ingick i statistiken. 
Med revideringen infördes nya, mer relevanta och tillförlitliga, indelningar av de handlagda brotten. I och med revideringen utgår redovisningarna av antalet uppklarade brott respektive tekniskt uppklarade brott. Däremot redovisas antalet personuppklarade brott även i den nya statistiken. 
Statistiken över handlagda brott redovisas efter olika handläggningskategorier. I statistiken finns två övergripande indelningar.

### Direktavskrivna och utredda brott
Dels redovisas statistiken efter om utredning har bedrivits för brotten eller om brotten har direktavskrivits. Att utredning har bedrivits för brotten betyder att beslut har fattats om att inleda förundersökning, förenklat utredningsförfarande eller utredning enligt lagen om unga lagöverträdare. Att brotten har direktavskrivits innebär att beslut om brotten har fattats, utan att brottsutredning har inletts.

### Brott med och utan misstänkt person
Dels redovisas statistiken efter om en misstänkt person har varit registrerad för brotten eller ej. Att en misstänkt person har varit registrerad för brotten innebär att minst en skäligen misstänkt person har varit registrerad på brotten vid tidpunkten för beslut. Att ingen misstänkt person har varit registrerad för brotten innebär att ingen person med misstankegraden skäligen misstänkt har varit registrerad för brotten vid tidpunkten för beslut.

### Beslut på brott
De typer av beslut som brotten redovisas efter är personuppklarade brott och förundersökningsbegränsade brott samt övriga beslut.

#### Personuppklarade brott
Personuppklarade brott är handlagda brott där ett lagföringsbeslut har fattats om minst en misstänkt person på brottet.  Med lagföringsbeslut avses här beslut om att väcka åtal, utfärda strafföreläggande eller att meddela åtalsunderlåtelse.  Dock räknas det inte som ett personuppklarat brott om den misstänkta personen är yngre än 15 år. För vissa brottstyper där gärningspersonerna ofta är minderåriga, till exempel misshandel mot person 7–14 år, är det mer vanligt förekommande.

#### Förundersökningsbegränsade brott
Förundersökningsbegränsade brott är handlagda brott där beslut har fattats om att förundersökning inte ska inledas eller att en inledd förundersökning ska läggas ned för brottet. Beslut om förundersökningsbegränsning tas oftast när polis eller åklagare bedömer att fortsatt utredning av brottet inte skulle få någon eller endast liten betydelse för en eventuell påföljd.  Syftet med att förundersökningsbegränsa brott är att skapa förutsättningar för att kunna använda tillgängliga utredningsresurser på ett för samhället så effektivt sätt som möjligt.

#### Övriga handlagda brott
Övriga handlagda brott är brott där andra typer av beslut har fattats.  Anledningen till att de inte särredovisas är att de även omfattar odefinierade beslut (s.k. övrigt/annat-koder) som inte kan specificeras i statistiken. Tidigare studier har visat att de ospecificerade besluten kan innehålla beslut som skulle kunna anges med en specificerad beslutskod, vilket innebär att resultatet av de enskilda beslutstyperna blir missvisande. Bland de beslut som är specificerade är det vanligaste beslutet att direktavskriva brott på grund av att spaningsuppslag saknas. Bland de utredda brotten är beslut om att lägga ned förundersökning på grund av att spaningsresultat saknas det vanligaste. Vissa av besluten kan tas både innan eller efter att utredningen inletts samt oavsett om det finns en skäligen misstänkt person registrerad för brottet eller ej.

### Beräknade mått
I statistiken över handlagda brott redovisas två mått – personuppklaringsprocent och lagföringsprocent.

#### Personuppklaringsprocent
Personuppklaringsprocenten redovisar personuppklarade brott under en redovisningsperiod i procent av handlagda brott under samma redovisningsperiod.

#### Lagföringsprocenten
Lagföringsprocenten redovisar personuppklarade brott under en redovisningsperiod i procent av utredda brott under samma redovisningsperiod, rensat för förundersökningsbegränsade brott.
I samtliga handlagda brott ingår anmälda händelser som inte är brottsliga, eller som av andra anledningar är omöjliga eller mycket svåra att utreda och binda en misstänkt person till. Dessa brott direktavskrivs oftast.  Genom att beräkna lagföringsprocenten på de utredda brotten, det vill säga de brott som bedömts vara möjliga att personuppklara, ges en mer träffsäker bild av de brottsutredande verksamheternas resultat.
Viktigt att komma ihåg är dock att det även bland de utredda brotten finns en mindre andel brott som inte är möjliga att personuppklara. Det kan exempelvis röra sig om brott där det under utredningen visar sig att gärningen inte är brottslig eller att den misstänkta personen är avliden. Brå har i nuläget inte möjlighet att på ett tillförlitligt sätt urskilja dessa brott för att utesluta dem från beräkningen av lagföringsprocenten. Det finns dessutom många andra påverkansfaktorer, vilka polisen och andra brottsutredande myndigheter inte rår över, som måttet inte tar hänsyn till. Lagföringsprocenten ska därför tolkas som en grov indikator på polisens och övriga brottsutredande myndigheternas resultat för att personuppklara de brott som utreds.

### Uppklarade brott
Statistiken över uppklarade brott fördes fram till och med 2013, därefter ersattes den av statistik över handlagda brott.                   Ett uppklarat brott anger endast att brottet fått ett  
polisiärt klarläggande. Statistiken över uppklarade brott baserar sig på beslut fattade av polisen, tullen eller åklagarmyndigheten och utgörs av summan av personuppklarade brott och tekniskt uppklarade brott. Ett brott kan alltså redovisas som uppklarat även om ingen dömts eller om en åtalad frikänts vid en rättegång. Statistiken över uppklarade brott ger en bild av omfattningen, strukturen, fördelningen mellan regionerna och hur utvecklingen ser ut över tid. 
Brott kan även vara ouppklarade. Ouppklarade brott är exempelvis sådana där det inte finns någon misstänkt person och spaningsuppslag saknas, spaningar är resultatlösa, att det (trots förundersökning) inte kan styrkas att den som är skäligen misstänkt har begått brottet, eller att utredningen visat att densamma är oskyldig.
Om ett brott klaras upp eller inte beror främst på vilket typ av brott det är, hur utförliga uppgifter anmälaren lämnar om brottet, var brottet anmäldes och hur polisen väljer att satsa resurserna.
Nedan står mer detaljerat om vad som utgör uppklaringsgrunderna.

#### Personuppklaring
Personuppklarade brott är den gemensamma benämningen på de brott som åklagaren tar ett beslut i åtalsfrågan för en misstänkt person. Det innebär att det beslutats om att väcka åtal, utfärdats strafföreläggande eller meddelats åtalsunderlåtelse. Personuppklaring innebär att en person har bundits till brottet och vid avslutad förundersökning bedömts som skäligen misstänkt, men ännu inte lagförts. Personuppklaringsprocenten definieras som antalet personuppklarade brott under det aktuella året dividerat med antalet brott som anmälts samma år angivet i procent. Brottsförebyggande rådets statistik på personuppklaring 2023 var 12 procent.
För brottstyper som till exempel rattfylleri, fortkörning och narkotikabrott (vilka är typiska spanings- och ingripandebrott) finns det redan vid anmälningstillfället en misstänkt person vilket gör att personuppklaringen är i det närmaste 100 procent. Det är en diametral skillnad mot för exempelvis av stöld, rån, misshandel och våldtäkt (vilka är typiska offerbrott) som har en betydligt lägre uppklaringsprocent.

#### Teknisk uppklaring
Tekniskt uppklarade brott, eller brottsuppklarande beslut, är brott som klarats upp genom exempelvis att en förundersökning lagts ner (eller inte påbörjats) med beslutsgrunden att den anmälda gärningen ej bedöms vara ett brott, att brott ej kan styrkas, att den misstänkta är minderårig (under 15 år) eller att brottets preskriptionstid löpt ut.

#### Uppklaringsprocent
I statistiken över uppklarade brott redovisas de anmälda brott som polisen, tullen och åklagarna klarlagt och åtgärdat under ett kalenderår.Ett klarläggande behöver dock inte betyda att man har bundit en gärningsperson till brottet utan anger endast att ett brott har fått ett "polisiärt klarläggande". I statistiken redovisades de uppklarade brotten efter uppklaringsgrund och brottstyp. För att kunna visa på utvecklingen av de uppklarade brotten användes i uppklaringsstatistiken även måttenheterna personuppklaringsprocent(t. o. m. 2013), teknisk uppklaringsprocent och total uppklaringsprocent som möjliggjorde för en jämförelse över tid. Uppklaringsprocenten varierade i olika delar av landet där de lägsta uppklaringsprocenten återfanns i storstäderna medan de högsta återfanns i Norrlandslänen.
- Personuppklaringsprocent definierades som antalet personuppklarade brott under det aktuella året dividerat med det totala antalet brott som anmälts samma år angivet i procent.

- Teknisk uppklaringsprocent definierades som antalet tekniskt uppklarade brott under det aktuella året dividerat med det totala antalet brott som anmälts samma år angivet i procent.

- Total uppklaringsprocent (eller bara uppklaringsprocent) definierades som antalet uppklarade brott under det aktuella året dividerat med det totala antalet brott som anmälts samma år angivet i procent.

Att de olika uppklaringsprocenten utgjordes av data från uppklarade brott i relation till antalet anmälda brott samma år innebär att den kan övergå 100 procent.

### Misstänkta personer
Statistiken över misstänkta personer redovisar statistik över personer skäligen misstänkta för brott. 

### Skattning av den faktiska brottsnivån

#### Mörkertal
Antalet begångna brott är alltid större än det antal brott som upptäcks eller anmäls till polisen. Mörkertalet är den skillnad som finns mellan antalet kända brott och det faktiska antalet begångna brott. Mörkertalet varierar kraftigt mellan olika typer av brott (brottstrukturen). I vissa fall är det verkliga antalet brott många hundra procent fler än de anmälda brotten. Mörkertalet är särskilt stort vid brott där anmälningsbenägenheten är låg. Ett skäl till höga mörkertal kan vara att brottsoffret skäms för att ha blivit utsatt som till exempel vid våldtäkt. Ett annat skäl kan vara hot mot offret från de kriminella, till exempel av en maffiaorganisation. För brott som inte har offer, såsom trafikbrott utan olycka, anmäler få brottet och det blir höga mörkertal.

#### Offerundersökningar
En offerundersökning är ett sätt att mäta brottsligheten på, genom att fråga enskilda om de under en viss period har fallit offer för brott. I Sverige utförs en rad offerundersökningar, bland annat av SCB och BRÅ. Ett annat namn för offerundersökning är viktimiseringsstudie.

#### Andra brottsindikatorer
En mängd andra statiska källor, register, undersökningar och indikatorer används för att mäta eller uppskatta brottsligheten. Några exempel är:
- Sjukhusregister
- Dödsorsaksregister
- Historiska dokument
- Arkeologiska undersökningar
- Efterfrågan på olika typer av skyddsåtgärder mot brott

## Lagföringsstatistik
Lagföring är det begrepp som innebär att en person förklarats skyldig till ett brott. Lagföring kan ske genom att åtalsunderlåtelse meddelas, strafföreläggande utfärdas eller genom en fällande dom mot person. Även utfärdad ordningsbot av polis och tull och företagsbot inbegriper lagföring.De två senare lagföringsbeslutet ingår inte i  lagföringsstatistiken. 
Lagföringsstatistiken och brottstatistiken kan inte ställas i jämförelse med varandra utan problem. Detaljeringsnivåerna i respektive statistikfält skiljer samt avgränsningen.

## Kriminalvårdsstatistik
Kriminalvårdsstatistiken utgörs av uppgifter om de personer som under ett kalenderår är intagna på anstalt, övervakade inom frivården eller intagna i häktet. Statistiken redovisas dels genom intagningstatistik under ett kalenderår, dels genom tvärsnittsstatistik vilket avser hur beläggningen var 1 oktober. Personer i häkte redovisas även den genom beläggningen per 1 oktober. 
I kriminalvårdsstatistiken går uppgifter om ålder, kön, huvudbrott att finna och för personer i fängelse finns även indelning efter medborgarskap, strafftid, permissioner och avvikelser från anstalt. Avvikelse från anstalt avser såväl otillåten utgång (rymning) som att inte återvända till anstalt efter avslutad permission. Avvikelserna redovisas för respektive öppen och sluten anstalt.

## Återfallsstatistik
Återfallsstatistiken visar antalet och andelen personer som återfaller i brott efter lagföring inom ramen för den registrerade brottsligheten. Statistiken ger med andra ord ingen bild av den faktiska återfallsfrekvensen.
Statistikföringen av återfall baserar sig på enskilda lagföringar vilket gör att en och samma person kan registreras flera gånger per kalenderår (även kallat ingångsperiod) i återfallstatistiken. Uppföljning av återfall sker vanligtvis inom ett respektive tre år. Statistiken ger en bild av hur stor andel personer som återfaller i brott efter lagföring och hur mönstret för återfall varierar beroende av kön, ålder och brottsbelastning, samt hur återfallsstrukturen ser ut inom olika brotts- och påföljdskategorier.